# JONG
青年（荷蘭語：JONG）是荷兰的一个政党，成立于2017年，由来自哈斯特的亚科布·德赫罗特（Jacob de Groot）建立。该党声称代表社会上的青年人。

## 政治立场
JONG的三位领导人关注气候、教育和住房等议题。例如该党希望获得更多的补贴来研究应对气候变化的创新方法，取消贷款制度，对房源实行最高限价，并为初次购买者提供更多可持续性住房。此外，JONG希望将投票年龄降低至16岁，并希望欧盟致力于解决移民和气候问题。

## 选举结果
在德赫罗特的领导下，JONG参加了2017年在西南弗里斯兰举行的市政选举，但仅得669票（2.12%），离获得一个席位还有大约100票之遥。
JONG参加了2021年大选除博奈尔之外的所有选区的选举，来自诺德斯海斯许特的亚龙·蒂赫拉（Jaron Tichelaar）担任党的选举领袖（lijsttrekker）。这是荷兰政治历史上第一个参加国会二院选举的青年政党。根据统计结果，该党获得了15,297票（0.15％），未达到进入国会的选举门槛（0.67%）。